# قرار مجلس الأمن التابع للأمم المتحدة رقم 1642
قرار مجلس الأمن التابع للأمم المتحدة رقم 1642، الذي تم تبنيه بالإجماع في 14 ديسمبر 2005، بعد إعادة التأكيد على جميع القرارات المتعلقة بالوضع في قبرص، ولا سيما القرار 1251 (1999)، مدد المجلس ولاية قوة الأمم المتحدة لحفظ السلام في قبرص لفترة 15 يونيو 2006.

## أعمال
وبتوسيع ولاية قوة الأمم المتحدة لحفظ السلام في قبرص، طلب القرار من الأمين العام أن يقدم تقريراً إلى المجلس عن تنفيذ القرار الحالي، معززاً بذلك جهود القوة لتنفيذ سياسة عدم التسامح مع الاستغلال الجنسي. وحث الجانب القبرصي التركي على إعادة الوضع العسكري إلى ما كان عليه في ستروفيليا قبل 30 حزيران / يونيو 2000.

## روابط خارجية
- نص القرار في undocs.org